# Aguijansångare
Aguijansångare (Acrocephalus nijoi) är en utdöd fågel i familjen rörsångare inom ordningen tättingar som tidigare förekom på en enda ö i västra Stilla havet

## Utseende och läte
Aguijuansångaren var en stor (18 centimeter lång), långnäbbad och gänglig rörsångare. Fjäderdräkten var ofta rufsig och fjädrarna på hjässan reste sig när den sjöng. Ovansidan var smutsigt olivgul med mattgul undersida och ögonbrynsstreck. Lätet var ett ljudligt tjack medan hanens sång var högröstad, varierad och komplex.

## Utbredning och utdöende
Aguijansångare förekom på ön Aguijan i Marianerna och behandlades tidigare tillsammans med saipansångaren (Acrocephalus hiwae) som underart till marianersångaren (A. luscinius). 

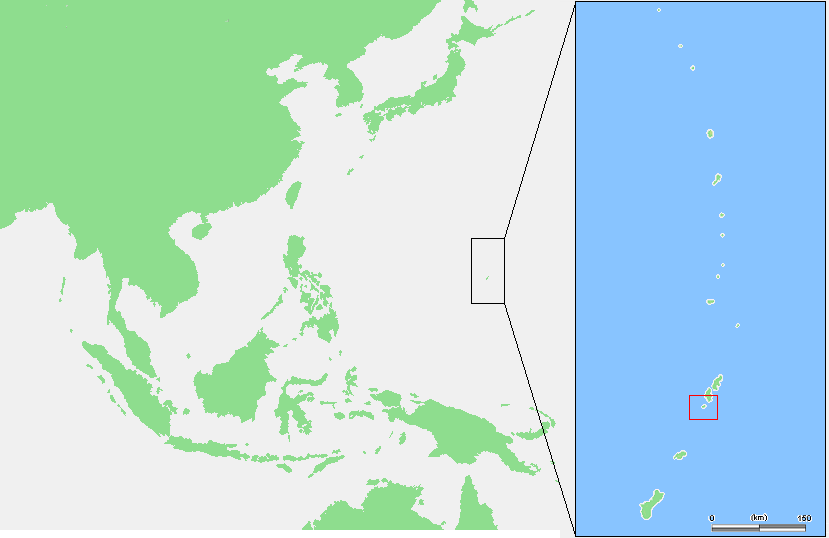
Aguijans läge i Marianerna.

Arten har inte setts på ön sedan 1995 trots omfattande eftersökningar 2001, 2002, 2008 och 2009. Det är också möjligt att de senaste fynden härrör från felflugna individer av saipansångare (A. hiwae). Internationella naturvårdsunionen IUCN kategoriserar den därför som utdöd. Predation från införda djur (katter och råttor) och möjligen stillahavsvaranen (Varanus indicus) kan ligga bakom, liksom påverkan på dess levnadsmiljö av invasiva gurkarten Coccinia grandis.

### Familjetillhörighet
Rörsångarna behandlades tidigare som en del av den stora familjen sångare (Sylviidae). Genetiska studier har dock visat att sångarna inte är varandras närmaste släktingar. Istället är de en del av en klad som även omfattar timalior, lärkor, bulbyler, stjärtmesar och svalor. Idag delas därför Sylviidae upp i ett flertal familjer, däribland Acrocephalidae.

## Namn
Fågelns vetenskapliga artnamn hedrar den japanske naturforskaren T. Nijo som samlade in typexemplaret.